# عنف السجون

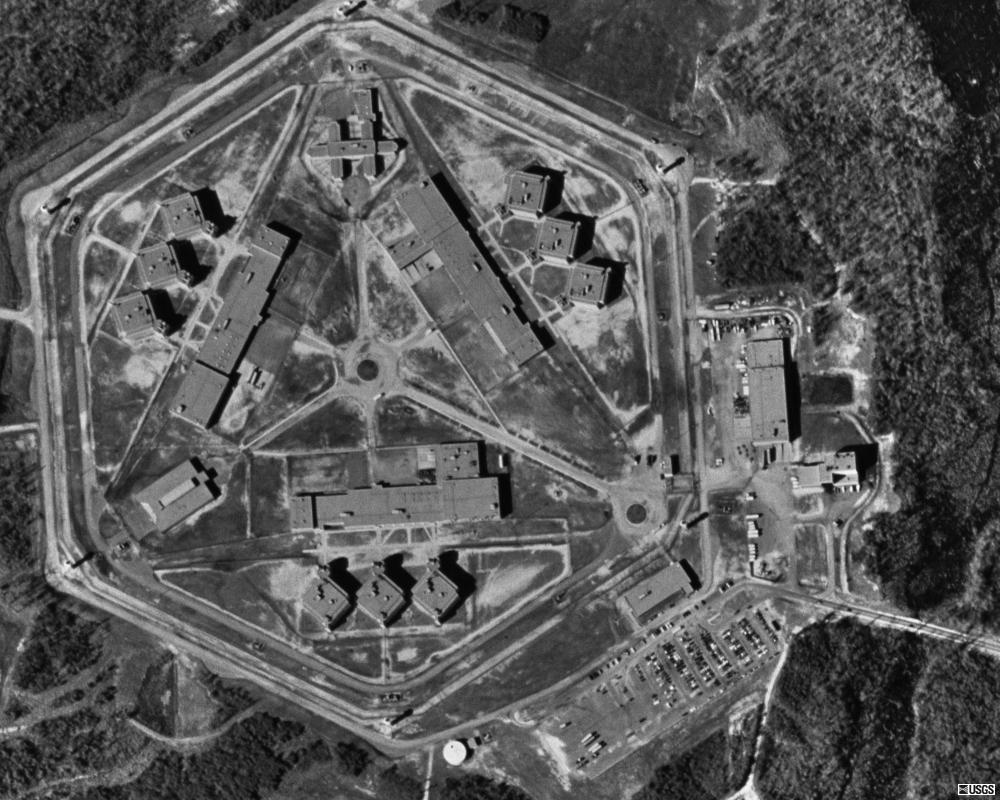

العنف في السجون هو حدث يومي بسبب تنوع السجناء ذوي الخلفيات الإجرامية المتنوعة. يوجد ثلاثة أنواع من الهجمات وهي: سجين على سجين، وسجين على حارس، وإيذاء ذاتي. يمكن لهذه الهجمات أن تكون متهورة وعفوية أو مخطط لها جيدًا ومتعمدة. تسهم العوامل مثل التنافس بين العصابات، والاكتظاظ، والنزاعات الثانوية، وتصميم السجون في الهجمات العنيفة. تحاول السجون تجنب، أو على الأقل التعامل بشكل أفضل مع هذه الحالات من خلال الاستباقية. فيتخذون خطوات مثل وضع المدانين العنيفين وقادة العصابات في الحبس الانفرادي، وتحقيق التوازن بين الزنزانات من خلال دراسة نقدية لكل سجين لمعرفة أين من المحتمل أن يقيم بسلام، والحد من النقاط المخفية، والتدريب وكذلك تثقيف الضباط.

## أعمال العنف
يُمارس عنف السجون إما على سجين آخر، أو حارس السجن، أو إيذاء ذاتي. في عام 1999 أفيد أن واحدًا من كل خمسة سجناء، أو 20 في المئة من السجناء، في أربعة عشر سجنًا في الولايات تعرضوا لاعتداء جنسي من قبل سجين آخر. يمكن أن يتكون عنف السجون من سجناء يقاتلون بقبضاتهم أو أسلحة محلية الصنع أو يتعرضون للاغتصاب.
- العنف القائم على الذريعة هو عنف متعمد أي خُطط له وحُسب ونُفذ. ويُنفذ عادةً من قبل الذكور، ويثبّت هذا الفعل إجمالًا السلطة وهو «... يُبرر ويُسوغ من قبل السجناء كونه يهدف إلى كسب إعجاب زملائهم والخوف والحماية». يتطلب البقاء على قيد الحياة إجمالًا إثبات القوة والسلطة، وهذا هو السبب في أن هذا العنف شائع الاستعمال.

- العنف التعبيري هو هجوم عفوي عادةً ما تقوم به النساء. في هذا التكتيك: يجلد المهاجم بسوطه بسبب مشاعر قوية من الخطر أو الخوف أو الغضب أو الاستياء، مما يؤدي إلى هجوم مفاجئ في العمل. يمكن أن نستنتج أن العنف التعبيري هو هجوم قائم على الاستجابة يحدث عندما يشعر مرتكب الجريمة بالاستفزاز أو التهديد، في حين يُخطط للعنف القائم على الذريعة بعناية وبدافع الانتقام.

- إيذاء الذات هو عمل نفسي تمامًا. غالبًا ما يعاني أو يُصاب كثيرٌ من الأشخاص الذين يُحكم عليهم بالسجن باضطرابات عقلية مثل الاكتئاب والقلق ويحتاجون عنايةً نفسيةً. نظرًا للتأثيرات من محيطهم، والمعاملة القاسية التي يتعرضون لها من الضباط والسجناء، وفترة العقوبة، يُعتقد أن معدلات إيذاء النفس والانتحار أعلى عند نزلاء السجون من غير المسجونين.

## أين يحدث العنف
يمكن أن يحدث عنف السجون في أي مكان في السجن. أي سجين قادر على التصرف بسرعة وبتهور في أي لحظة، ويمكن أن يندلع العنف في أي مكان وفي أي وقت. يبحث السجين في كثيرٍ من الأحيان عن مكان يوفر له قدرًا كافيًا من الوقت لارتكاب أعماله ببراعة. إذا أخرِج السجناء من زنزاناتهم، تكون لديهم الفرصة لتهريب سلاح محلي بوضعه في المستقيم. على الرغم من أن هذه الأفعال يمكن أن تحدث في أي مكان، لكن المكان الشائع جدًا للبحث فيه هو النقاط المخفية.

### النقاط المخفية
تُغطى السجون بالحراس الذين يقفون للمراقبة، أو الدوائر التلفزيونية المغلقة، أو مزيج من الاثنين. لا يمكن لأي منهما أن يغطي كل شبر من أرض السجن، وهذا هو السبب في أن «... النقاط المخفية... تسمح للسجناء بإخفاء النشاط غير المشروع عن موظفي الأمن». لذلك يبحث السجناء عن هذه النقاط المخفية بشكل يهدف لارتكاب أعمال عنف لا تُكتشف من قبل حراس السجن. يكون هدف السجين معرفة أنه سيتمكن من إكمال عمل العنف إلى الحد الذي يرغبه دون ملاحظة أو تدخل الحراس. يبحث السجناء عن الأماكن التي تمنحهم مزيدًا من الوقت لإكمال هجماتهم.

## أسباب العنف
مرتكبو الهجمات العنيفة هم مجرمون مدانون، بعضهم في السجن لارتكابهم الجرائم التي تعرض فيها عدة أشخاص للضرب بوحشية وتركوا للموت، لذا فالعنف يكمن في طبيعة هؤلاء الأفراد. هؤلاء الأشخاص «...يقومون بتسوية النزاعات والسعي إلى السلطة بالطريقة التي اعتادوها من خلال العنف...». هذه النار الطبيعية في بطونهم هي بلا شك عامل كبير يكمن في سبب حدوث عنف في السجن، لكن التصميم المادي للسجن يمكن أن يكون عاملًا آخرًا. يمكن مراقبة السجن بطريقةٍ مباشرةٍ أو غير مباشرةٍ. لدى كلا النوعين من المراقبة نقاط قوة ونقاط ضعف.

### المراقبة غير المباشرة
المراقبة غير المباشرة هي عندما يوضع ضابط الإصلاحية في حجيرة مغلقة وعليه أن يراقب باستمرار من خلال منظور عين الطائر. تأتي معظم الاتصالات من خلال نظام الاتصال الداخلي لذلك تكون التفاعلات الجسدية بين الضباط والسجناء ضئيلة. يوضع السجناء في زنزاناتهم الخاصة والضباط لديهم حواجز مادية لضمان سلامتهم. عندما تعم الفوضى، يُستدعى فريق الاستجابة عبر الاتصال الداخلي. هذا النوع من المراقبة قوي، ولكن يمتلك بعض العيوب مثل إنشاء نقاط مخفية. تُنشأ هذه النقاط خلال المراقبة غير المباشرة إذ من الممكن وجود أجسام تحجب بقع صغيرة عن الحراس الذي يقفون للمراقبة، أو ربما لا ينظرون في الاتجاه الصحيح في الوقت المناسب. المراقبة غير المباشرة هي شكل من أشكال الرقابة اللاشخصية والبعيدة والتي تساعد على سلامة الضباط، لكنها تترك نقاطًا خفيةً لـ «... السجناء لإخفاء النشاط غير المشروع عن موظفي الأمن».

### المراقبة المباشر
المراقبة المباشر هي نوع أكثر شخصية في التصميم إذ يُعين الضباط للقيام بالدوريات في مبنى الزنزانة. من خلال هذه التصميم، يتحدث الحراس في الواقع مع رفقاء الزنزانة من شخص لآخر. يُتعامل مع المشاجرات البسيطة التي تحدث طوال اليوم من قبل ضابط الدورية، ولكن هذا الضابط لا يمكنه لوحده أن يمنع حدوث هجومٍ عنيفٍ. فبمجرد أن يديروا ظهورهم أو يركزوا انتباههم على شخص آخر، تكون الفرصة سانحة لمرتكب الجريمة بارتكاب أعمال العنف. في هذا النوع يصبح ضباط المراقبة أكثر عرضةً للخطر، ولكنه يؤدي أيضًا إلى «... انخفاض التوتر والإجهاد عند السجناء والموظفين...». المراقبة المباشرة هي أكثر شكل عملي للإدارة، إذ إن «...الحوادث الكبرى ليست كثيرة وتؤدي الحوادث البسيطة إلى أعدادٍ أكبر...».

### الاكتظاظ
تواجه العديد من السجون مشكلة كبيرة وهي الاكتظاظ فالتعامل مع الكثير من السجناء سريعي الغضب في وقتٍ واحدٍ يمكن أن يؤدي إلى العديد من المشاجرات. الجمع بين «...الاكتظاظ، والمراقبة غير الكافية، ووصول الأسلحة إلى السجناء، يمكن أن يخلق فرصًا... للجرائم». من الصعب للغاية محاولة تأكيد السلطة والقواعد الصارمة بشأن هؤلاء المجرمين العنيفين بسبب حقيقة أن هؤلاء الأشخاص لا يستجيبون جيدًا للقيود. من غير الممكن التركيز على هذا العدد الكبير من الأشخاص الخطيرين في آنٍ واحدٍ لأنه سيوجد دائمًا شخص غير مراقب في لحظة معينة، وهذا هو الأرجح عندما يقرر السجناء الإضراب. يعد الاكتظاظ قضية شائعة جدًا في السجون الأمريكية تؤدي إلى عنف في السجون لأن السجون تعاني من نقص في عدد الموظفين.

### مستويات التوظيف
يتزايد العنف والانتحار في السجون في إنجلترا وويلز سنة بعد سنة، بينما تنخفض مستويات التوظيف. يقع اللوم على انخفاض عدد الموظفين، واعترفت وزارة العدل أن تخفيض عدد الموظفين عامل أساسي. قدمت الحكومة أموالًا لزيادة عدد الموظفين بسبب الشعور بالحاجة الملحة، لكن بقيت مستويات التوظيف دون مستويات 2010.
تحدث مارك دي من مؤسسة إصلاح السجون عن «حالة طوارئ خفية تتكشف في نظام سجوننا» وقال لا ينبغي أن يصبح تزايد العنف في السجون أمرًا طبيعيًا جديدًا، فحياة الأشخاص الذين يعيشون ويعملون في السجون تعتمد على ذلك. قالت فرنسيس كروك من رابطة هوارد للإصلاح الجنائي: «تخفيض ميزانيات الموظفين والسجون مع السماح لعدد من الأشخاص الذين يقفون خلف القضبان بالنمو دون رقابة، خلق مزيجًا سامًا من العنف والموت والبؤس الإنساني... تظهر أرقام اليوم أنه لا يمكننا انتظار التشريعات –توجد حاجة ملحة لعمل جريء وجذري لوقف ارتفاع عدد القتلى».